# Aşağıseyit, Çal
Aşağıseyit là một xã thuộc huyện Çal, tỉnh Denizli, Thổ Nhĩ Kỳ. Dân số thời điểm năm 2010 là 346 người.